# (8305) Teika
(8305) Teika est un astéroïde de la ceinture principale.

## Description
(8305) Teika est un astéroïde de la ceinture principale. Il fut découvert le 22 février 1995 à Ōizumi par Takao Kobayashi. Il présente une orbite caractérisée par un demi-grand axe de 2,41 UA, une excentricité de 0,11 et une inclinaison de 5,7° par rapport à l'écliptique.

## Compléments